# 细梗黄鹌菜
细梗黄鹌菜（学名：Youngia gracilipes）为菊科黄鹌菜属下的一个种。

## 扩展阅读
- 維基物種上的相關：细梗黄鹌菜